# NATO Tiger Meet

Francuski Dassault Super Étendard z Flotille 11F w tygrysich barwach podczas Tiger Meet w 2007 roku

NATO Tiger Meet – coroczny zlot samolotów wojskowych państw NATO lub państw uczestniczących w programie Partnerstwo dla Pokoju, którego celem są wspólne ćwiczenia służące wzajemnej wymianie doświadczeń i doskonalenie współpracy podczas wykonywaniu wspólnych zadań. W ćwiczeniach mogą uczestniczyć samoloty tych jednostek, które w swoim godle posiadają symbol tygrysa lub pumy.

## Historia

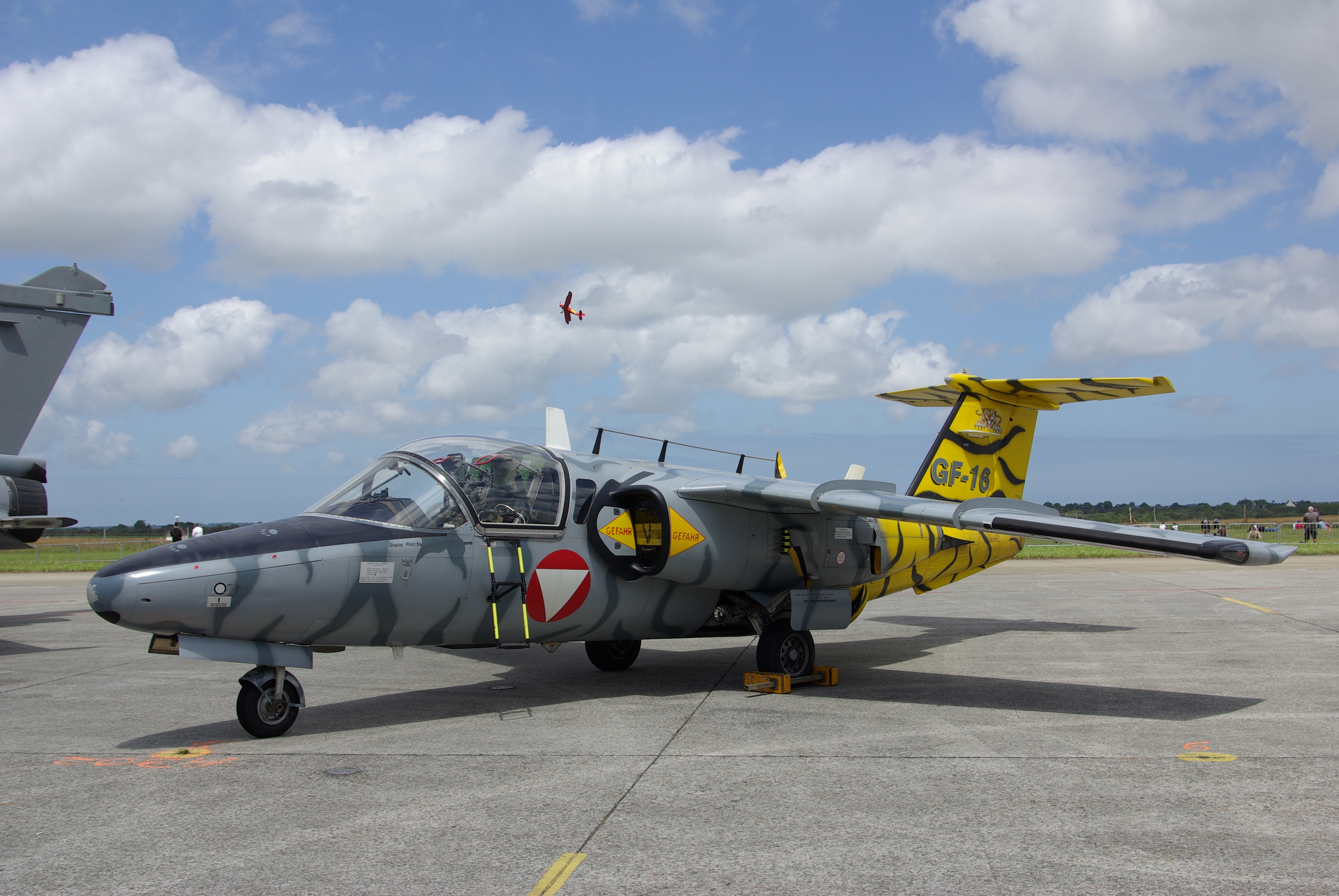
Austriacki Saab 105 uczestniczący w ćwiczeniach w 2008 roku

W lipcu 1961 roku amerykański 79 Dywizjon Myśliwski Sił Powietrznych Stanów Zjednoczonych w Europie (79th Tactical Fighter Squadron United States Air Forces in Europe) zaprosił do odbycia wspólnych ćwiczeń brytyjski No. 74 Squadron RAF i francuski Escadron de chasse 1/12 Cambrésis. Ćwiczenia odbyły się 19 lipca 1961 roku w bazie lotniczej Royal Air Force Station Woodbridge w Wielkiej Brytanii. Ćwiczenia były reakcją na apel francuskiego ministra obrony Pierre'a Messmera, który rok wcześnie wystąpił z inicjatywą zacieśnienia związków pomiędzy siłami powietrznymi poszczególnych państw NATO poprzez organizowanie wspólnych ćwiczeń. Wspólnym mianownikiem uczestniczących w spotkaniach formacji miał być symbol tygrysa wpisany w logo jednostek. Sukces pierwszego spotkania zachęcił do kontynuacji tego typu zlotów. W tym samym roku powołano do życia NATO Tiger Association (Association of Tiger Squadrons/Stowarzyszenie Tygrysich Eskadr). W 1962 roku w zlocie wzięło już udział osiem eskadr z różnych krajów należących do NATO. NATO Tiger Association nie podlega żadnemu dowództwu NATO, służy jedynie radą i koordynacją wspólnych działań. Za organizację kolejnych spotkań odpowiedzialny jest gospodarz ćwiczeń, który zmienia się co roku. Obecnie do stowarzyszenia należy 21 pełnoprawnych członków, 11 członków honorowych oraz dwóch członków na okresie próbnym, mającym sprawdzić ich gotowość do pełnego uczestnictwa w "tygrysiej rodzinie". Wśród nich jest polska 6 Eskadra Lotnicza. Podczas ćwiczeń samoloty latają w okolicznościowym malowaniu, które podkreśla ich tygrysi charakter. Tygrysie malowanie nie ogranicza się jedynie do samolotów ale również do reszty wyposażenia, ciężarówek, samochodów, motocykli czy rowerów. Do tradycji spotkań wszedł również zwyczaj noszenia podczas pierwszego dnia ćwiczeń tradycyjnych dla danego kraju nakryć głowy. W 1977 roku gospodarzem NATO Tiger Meet był International Air Tattoo w Greenham Common. Wtedy również po raz pierwszy wyłoniono zwycięzcę ćwiczeń, który otrzymuje przechodni srebrny puchar, Silver Tiger Trophy. Zwycięzca wyłaniany jest podczas głosowania, w którym uczestniczą dowódcy poszczególnych pododdziałów. Oceniany jest profesjonalizm i umiejętności. Po raz pierwszy puchar trafił w ręce kanadyjskiego 439 Squadron. W 1995 i 1999 roku nie zorganizowano ćwiczeń z powodu zaangażowania sił lotniczych państw NATO w operacji w dawnej Jugosławii. Z powodu zaangażowania sił powietrznych państw NATO nie zorganizowano spotkania jeszcze w 1989 roku i 2000. W 2001 roku, na odbywającym się w belgijskiej bazie Kleine Brogel NATO Tiger Meet, w charakterze obserwatorów pojawili się polscy piloci 6 Eskadry Lotnictwa Taktycznego. W 2009 roku zwycięzcą rywalizacji został francuski Escadron de Chasse 01.012. W dniach 4 - 15 października 2010 roku w holenderskiej bazie Uden-Volkel odbyła się kolejna edycja NATO Tiger Meet. Gospodarzem ćwiczeń była 313 eskadra Holenderskich Sił Powietrznych (313 squadron). Z powodu światowego kryzysu gospodarczego i cięć budżetowych, w zlocie wzięło udział mniej jednostek niż zazwyczaj. Część "tygrysów" wysłała tylko swoich obserwatorów. Podczas zlotu pełnoprawnym członkiem "tygrysiej rodziny" została czeska 211 Eskadra i ku zaskoczeniu wszystkich to właśnie ona zdobyła Silver Tiger Trophy. W 2011 roku w gospodarzem 47 zlotu był francuski Escadron de Chasse 01.012 z Cambrai. Podczas spotkania świętowano 50-lecie NATO Tiger Association. W zlocie po raz pierwszy wzięły udział samoloty z Polski, jeszcze w charakterze członka na okresie próbnym. Po 2001, jeszcze w 2005 i 2010 roku polscy piloci brali udział w zlotach w charakterze obserwatorów. Do Francji wysłano pięć samolotów F-16 z 6 Eskadry Lotniczej o numerach bocznych 4055, 4058, 4060, 4061 i 4083. Zgodnie z tradycją dwie maszyny (4060 i 4082) otrzymały specjalne, "tygrysie" oznakowanie, którym była głowa tygrysa wymalowana na stateczniku pionowym samolotów. Polskie samoloty w ramach prowadzonych podczas zlotu działań wykonały 32 misje. 16 czerwca 2014 roku, w niemieckiej bazie Schleswig, polska eskadra została pełnoprawnym członkiem stowarzyszenia, podczas tego samego spotkania, jednostka zdobyła tytuł "Best Flying Unit".
W 2016 roku, spotkanie "tygrysich" eskadr odbyło się w bazie niedaleko Saragossy (Base Aérea de Zaragoza). Gospodarzem było 15 Skrzydło (Ala 15) Hiszpańskich Sił Powietrznech. W ćwiczeniach wzięło udział sześć F-16 6 Eskadry Lotniczej.
W dniach 14 - 25 maja 2018 roku, w 31 Bazie Lotnictwa Taktycznego odbyło się pierwsze na terenie Polski spotkanie stowarzyszenia NATO Tiger Association. Gospodarzem była 6 Eskadra Lotnicza. W spotkaniu, którego celem było sprawdzenie umiejętności w zakresie wykonywania połączonych operacji powietrznych (Combined Air Operations) oraz typowych misji szkoleniowych, ćwiczono procedury obrony rubieży i obiektów, wspierania misji sił specjalnych, niszczenia naziemnych celów przeciwnika, zdobywania przewagi w powietrzu. W ćwiczeniach wzięło udział ponad 2 tysiące żołnierzy z Polski, Austrii, Belgii, Czech, Francji, Grecji, Hiszpanii, Holandii, Niemiec, Szwajcarii, Turcji, Włoch, Węgier i Wielkiej Brytanii oraz ponad 70 maszyn latających. Główną bazą, z której operowały uczestniczące w ćwiczeniach maszyny była 31 Baza Lotnicza. W użyciu były również 33 Baza Lotnictwa Transportowego w Powidzu, 12 Komenda Lotniska w Mirosławcu, 21 Baza Lotnictwa Taktycznego w Świdwinie i 22 Baza Lotnictwa Taktycznego z Malborka.

## Członkowie NATO Tiger Association

### Pełni członkowie
- Escadron de Chasse 01.012 (Francja)
- 21 Gruppo (Włochy)
- 142 Escuadrón (Hiszpania)
- No. 230 Squadron RAF (Wielka Brytania)
- Jagdbomberstaffel 321 (Niemcy)
- 814 Naval Air Squadron (Wielka Brytania)
- Flotille 11F (Francja)
- XII Gruppo CI (Włochy)
- 31 Smaldeel (Belgia)
- 192 Filo (Turcja)
- Esquadra 301 (Portugalia)
- Escadron de Chasse et d'Expérimentation 05.330 (Francja)
- Fliegerstaffel 11 (Szwajcaria)
- ALA 15 (Hiszpania)
- Aufklarungsgeschwader 51 (Niemcy)
- 221 LtBVr (dawny 231 LtBVr) (Czechy)
- 211th Tactical Squadron (Czechy)
- 313 squadron (Holandia)
- 338 Skvadron (Norwegia)
- N°1 Squadron (NATO)
- 335 Μοίρα (Grecja)
- 6 Eskadra Lotnicza (Polska)
- Fighter Wing 74 (Niemcy)
- Escadron de Chasse 3/30 'Lorraine' (Francja)

### Członkowie honorowi
- 1 Squadron (Indie)
- 1. Letka (Słowacja)
- 79th Fighter Squadron (USA)
- 391rd Fighter Squadron (USA)
- Düsentrainerstaffel (Austria)
- Patrol Squadron 8 (USA)
- 120th Figter Squadron (USA)
- 393rd Bomb Squadron (USA)
- 37th Bomb Squadron (USA)
- 141st Air Refueling Squadron (USA)
- 439 Squadron (Kanada)

### Rozwiązane jednostki
- Aufklarungsgeschwader 52 (Niemcy)
- 53rd Fighter Squadron (USA)
- 74 (F) Squadron (Wielka Brytania)
- 336 Skvadron (Norwegia)
- Jagdbomberstaffel 431 (Niemcy)

### Członkowie w okresie próbnym
- Escadrille d'Hélicoptères de Reconnaissance et d'Attaque n°3 (Francja)